# Roland A. Luedtke
Roland Alfred Luedtke (* 4. Januar 1924 in Lincoln, Nebraska; † 22. Juli 2005 ebenda) war ein US-amerikanischer Politiker. Zwischen 1979 und 1983 war er Vizegouverneur des Bundesstaates Nebraska.

## Werdegang
Im Jahr 1942 absolvierte Roland Luedtke die Lincoln High School. Anschließend diente er während des Zweiten Weltkrieges in der US Army. Danach studierte er an der University of Nebraska in Lincoln unter anderem Jura. Nach seiner Zulassung als Rechtsanwalt begann er in diesem Beruf zu arbeiten. Gleichzeitig schlug er als Mitglied der Republikanischen Partei eine politische Laufbahn ein. Zwischen 1953 und 1959 bekleidete er das Amt des stellvertretenden Secretary of State von Nebraska. Von 1967 bis 1979 saß er in der Nebraska Legislature, deren Präsident er im Jahr 1977 wurde.
1978 wurde Luedtke an der Seite von Charles Thone zum Vizegouverneur von Nebraska gewählt. Dieses Amt hatte er zwischen 1979 und 1983 inne. Dabei war er Stellvertreter des Gouverneurs und formaler Vorsitzender der Nebraska Legislature. Von 1983 bis 1987 war er Bürgermeister seiner Heimatstadt Lincoln. Roland Luedtke starb am 22. Juli 2005 an den Folgen der Alzheimer-Krankheit.